# ارغشتک
اَرغُشتَک نام بازی‌ای دخترانه می‌باشد و روش آن آنچنان است که بر سر دو پا نشینند و کف‌های دست‌ها را بر زانو می‌مالند و چیزهایی می‌گویند و همچنان نشسته بر سر پاها برجهند و کف‌های دست‌ها را برهم می‌زنند.